# Carlo Sigonio

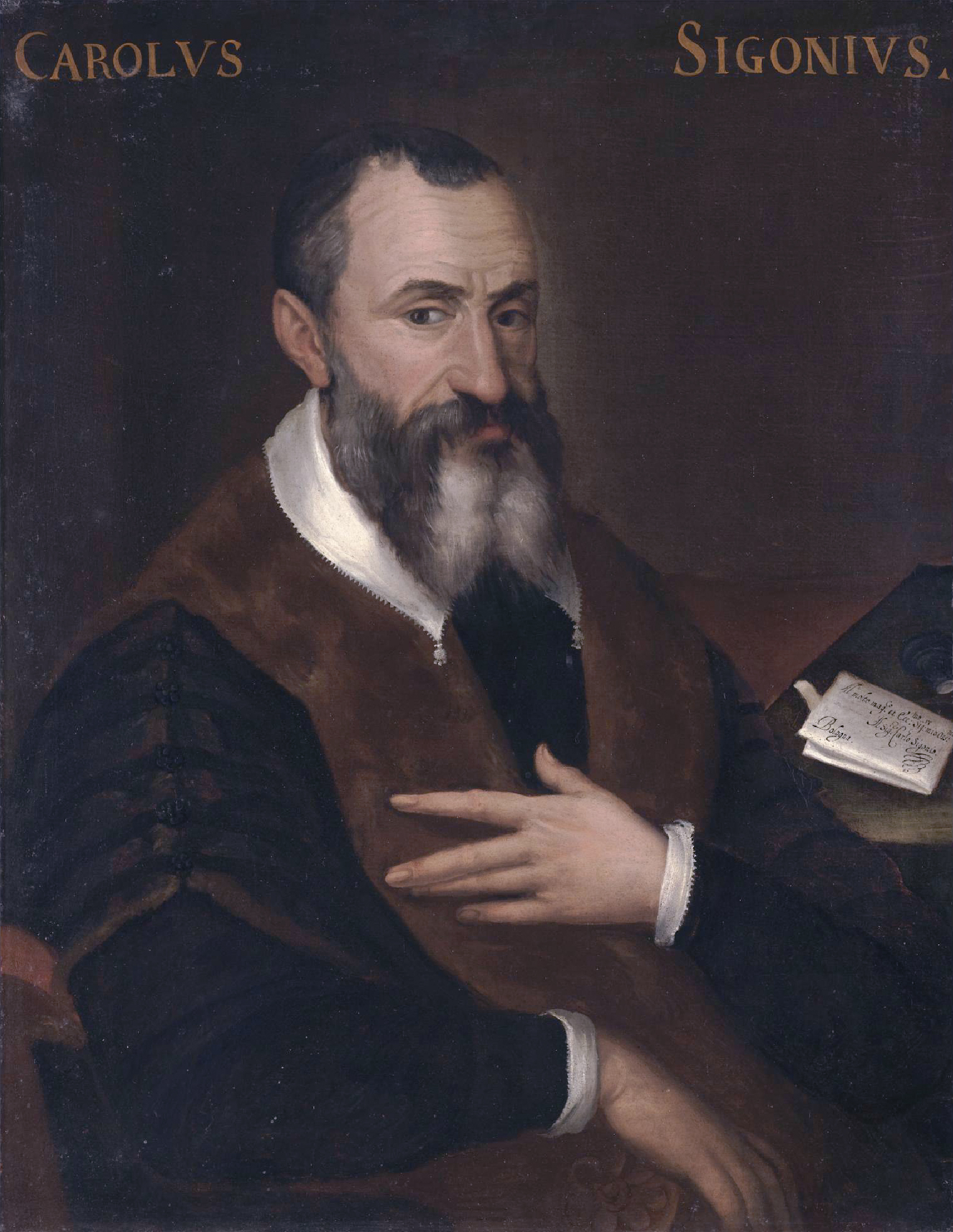
Carlo Sigonio

Carlo Sigonio (latinisiert Carolus Sigonius; * 1524 in Modena; † 12. August 1584 ebenda) war ein italienischer Humanist und Historiker.
Sigonio wurde in Modena geboren, zeichnete sich schon früh durch seine Griechischkenntnisse aus und begann eine lange Laufbahn als Lehrer in Modena, Venedig, Padua und Bologna. Sein größtes Werk ist „De regno Italiae“ (1574), eine Studie der italienischen Geschichte zwischen 570 und 1200. Er schrieb auch über die Geschichte des antiken Rom und Athen. Andere seiner Werke behandelten Bereiche der Philosophie. In seinen historischen Schriften zeigte er ein besonderes Interesse am Einfluss der Gesetze auf öffentliche Einrichtungen. Seine „Livius“-Ausgabe erntete viel Beifall. 1583 veröffentlichte er in Venedig einen Band, der angeblich Ciceros Consolatio enthielt, in der dieser den Tod seiner Tochter Tullia philosophisch verarbeitete. Sigonios Ausgabe wird gemeinhin für eine Fälschung gehalten; Ciceros Werk gilt bis heute als verloren.